# MichiGO
«MichiGO (미치Go)» — сингл, записанный южнокорейским хип-хоп исполнителем G-Dragon. Он был выпущен в цифровом виде 1 апреля 2013 года на лейбле Line. Это первый сингл с альбома Coup d’Etat.

## Предыстория
15 марта YG Entertainment объявили, что G-Dragon выпустит новый сингл в поддержку своего первого мирового турне. Песня была выпущена через мобильное приложение Line, сначала она была доступна только в Южной Корее, Японии и Таиланде. Затем сингл был выпущен во всем мире 20 апреля вместе с видеоклипом. В музыкальном клипе приняли участие Тэян, SE7EN и Тедди.

## Коммерческий приём
Песня вошла в чарт Gaon после выпуска альбома Coup d’Etat. В первую неделю она заняла 22-е место с общим объёмом продаж 87 930 цифровых копий, на второй неделе она поднялась на 17-е место в количестве 72 036 продаж. К концу сентября сингл был продан тиражом 235 165 копий.

## Критика
Billboard сообщил, что трек продемонстрировал харизматичную манеру исполнения G-Dragon и его узнаваемый фирменный стиль. Музыкальное видео заняло третье место в списке 24 самых блестящих музыкальных клипов 2013 года по версии Buzz Feed: «G-Dragon известен тем, что снимает самые яркие и странные видео в K-Pop, и это восхитительно странное видео — его лучшее, пока что».

## Чарты
| Чарт (2013)                                    | Высшая позиция |
| ---------------------------------------------- | -------------- |
| Республика Корея K-Pop Hot 100 (Billboard)     | 17             |
| Республика Корея (Gaon Weekly Digital Chart)   | 17             |
| Республика Корея (Gaon Weekly Download Chart)  | 17             |
| Республика Корея (Gaon Weekly Streaming Chart) | 39             |
| Республика Корея (Gaon Weekly BGM Chart)       | 34             |
| Республика Корея (Gaon Weekly Social Chart)    | 9              |
| Республика Корея (Gaon Monthly Digital Chart)  | 37             |
| США US World Digital Songs (Billboard)         | 9              |

## Продажи
| Чарт                                   | Продажи |
| -------------------------------------- | ------- |
| Республика Корея (Gaon Download Chart) | 287,998 |

## История релиза
| Регион                        | Дата           | Формат                            | Лейбл            |
| ----------------------------- | -------------- | --------------------------------- | ---------------- |
| Южная Корея, Япония и Таиланд | 1 апреля 2013  | Ограниченная Цифровая дистрибуция | YG Entertainment |
| Мир                           | 20 апреля 2013 | Цифровая дистрибуция              | YG Entertainment |